# Thoracochromis albolabris
Thoracochromis albolabris is een straalvinnige vissensoort uit de familie van de cichliden (Cichlidae). De wetenschappelijke naam van de soort is voor het eerst geldig gepubliceerd in 1969 door Trewavas & Thys van den Audenaerde.